# ساتوشي تاكاياما
ساتوشي تاكاياما هو سياسي ياباني، ولد في 20 أبريل 1970 في بونكيو في اليابان. حزبياً، نشط في الحزب الديمقراطي الياباني. وقد انتخب عضو مجلس النواب من اليابان.

## وصلات خارجية
- الموقع الرسمي